# Cirrostratus

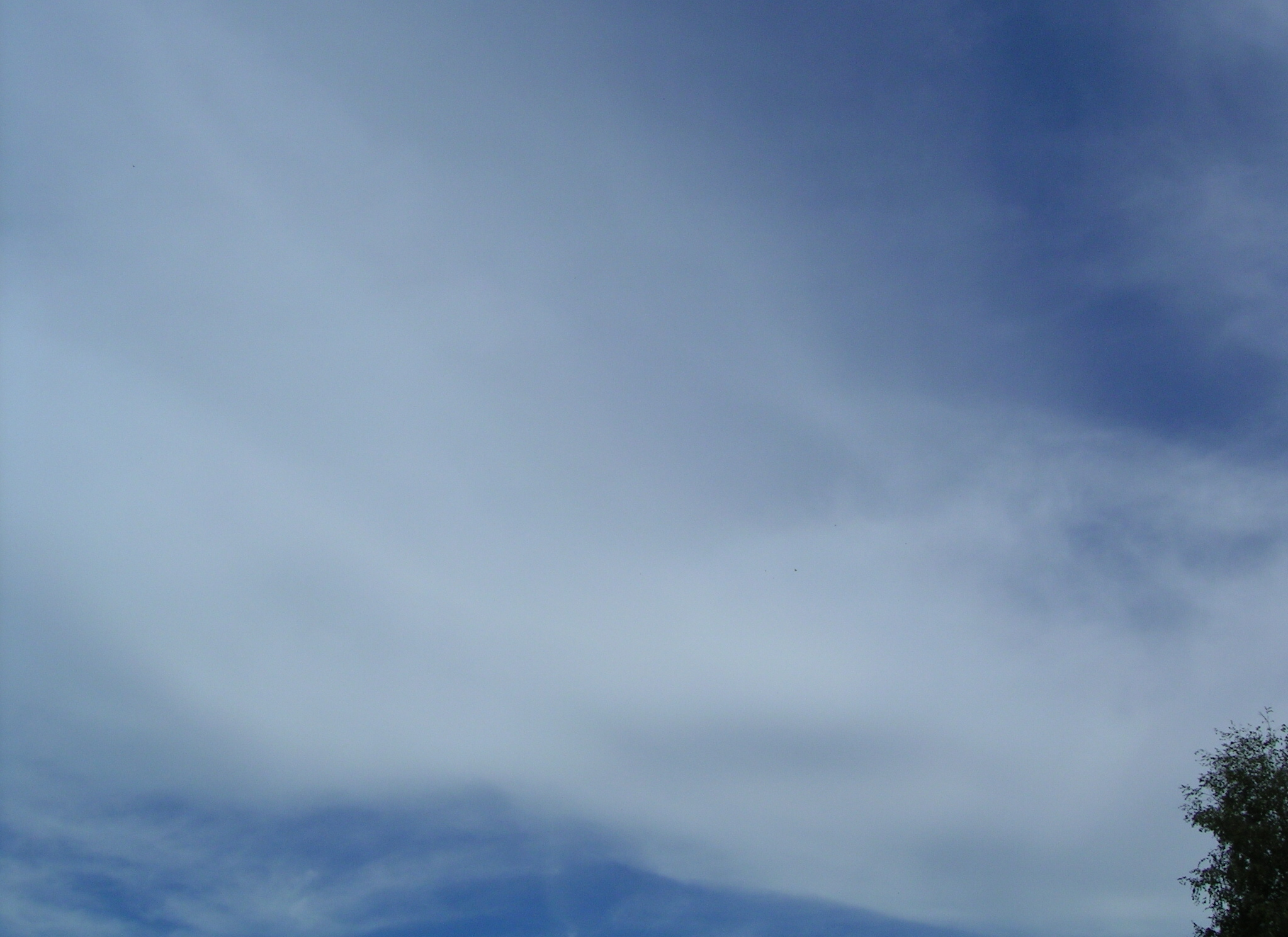
Cirrostratus – fátyolfelhő

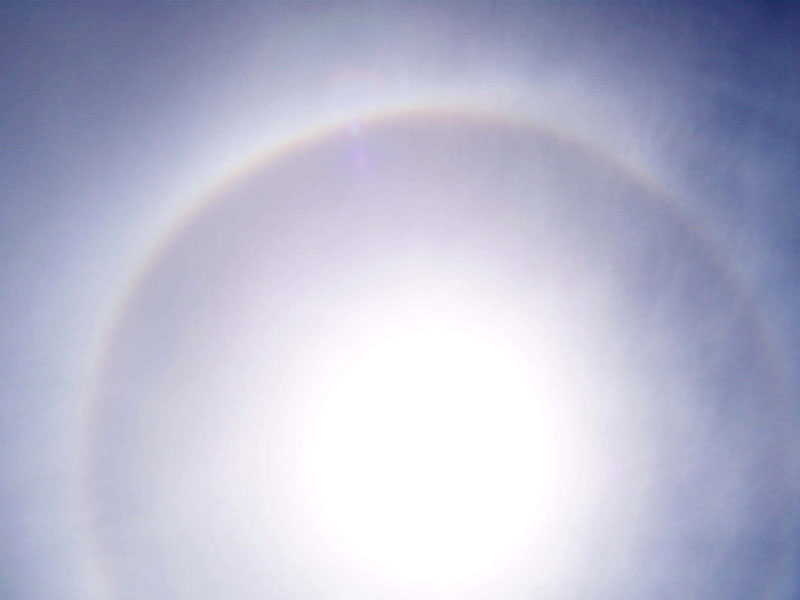
Egy extrém nagy méretű halojelenség egy Cirrostratus felhőn. A fotó a földről készült, ránagyítás nélkül

Cirrostratus, fátyolfelhő (nemzetközi jele: Cs). Áttetsző, fehéres felhőfátyol, szerkezete rostos, fonalas vagy sima. Részben vagy egészben eltakarhatja az eget.
5000 és 12 000 méter közötti magasságokban képződik, jégkristályokból áll. Cirrostratus felhők olyan vékonyak, hogy a Nap és a Hold rajta keresztül tisztán látható. Mikor a Nap és a Hold fénye áthalad a cirrostratus jégkristályain, a fényt eltéríti, olyan módon, hogy Nap- vagy Holdudvar alakulhat ki, ez a halojelenség.
Cirrostratus nem változó magas szintű réteg, erre utal magyar elnevezése is: fátyolfelhő. A magas szintű felhők különféle légköri mozgások során alakulhatnak ki. Ezek között vannak olyanok, amelyek az időjárás jelentős romlását okozzák, erősen fejlett frontok előjelzői, de vannak olyanok is, amelyek csupán a légkör magasabb rétegeire korlátozódnak, és semmilyen időromláshoz nem vezetnek. Ezért fontos különbséget tenni a felvonuló, egyre növekvő mennyiségű magas szintű rétegfelhők és az átmenetileg megjelenő vagy mennyiségüket sokáig nem változtató cirrostratus-ok között. A cirrostratus-felhők gyakran alakulnak át cirrocumulusszá, ezt az átmeneti változatott cirrostratomutatusnak nevezik. Frontok előtt egyre hízik,vastagszik a felhő,úgymond a cirrostratus felvonul. Csapadékot nem ad, jégkristályokból áll.

## Lásd még
- Felhő
- Légkör
- Légköri front